# Something Else (小紅莓合唱團專輯)
，是爱尔兰另类摇滚樂團小紅莓樂隊於2017年4月28日，由BMG 音樂版權管理公司發行的第七張錄音室專輯。